# جامعة آلكالا (تاريخية)
جامعة ألكالا، المعروفة أيضًا بجامعة كومبلوتنسي أو جامعة سيسنريانا (Complutensis Universitas)، هي الجامعة التي كانت موجودة في بلدة ألكالا دي هيناريس الإسبانية (التي تنتمي حالياً إلى مجتمع مدريد)، تأسست على يد الكاردينال سيسنيروس عام 1499، واستمرت حتى انتقالها إلى مدريد عام 1836. خلال القرنين السادس عشر والسابع عشر، تحولت إلى مركز أكاديمي عظيم للتميز. في عام 1777، تم فصلها ماديًا وتنظيميًا عن كلية سان إلديفونسيو الرئيسية، وأُطلق عليها اسم "الجامعة الملكية لألكالا"، ومقرها كان في المبنى القديم لكلية اليسوعيين الرئيسية في ألكالا دي هيناريس. في عام 1836، اندمجت الجامعة مع مؤسسات أخرى مثل الدراسات الملكية في سان إيسيدرو والمتحف الملكي للعلوم الطبيعية في مدريد، لتشكيل مؤسسة واحدة تحت اسم الجامعة المركزية في مدريد، والتي تطورت مع الوقت إلى جامعة كومبلوتنسي الحالية في مدريد.
في قاعات هذه الجامعة درس ودرّس كبار العلماء والشخصيات البارزة مثل أنطونيو دي نيبريخا، والقديس توماس دي فيليانويفا، وجوان خينيس دي سيبولفيدا، والقديس إغناسيو دي لويولا، ودومينغو دي سوتو، وأمبروسيو دي موراليس، وبينيتو أرياس مونتانو، وفرانسيسكو سواريز، وجوان دي ماريانا، وفرانسيسكو فايييس دي كوفاروبياز، وأنطونيو بيريز، والقديس خوان دي لا كروز، وماتيو ألمان، ولوبي دي فيغا، وفرانسيسكو دي كيفيدو إي فيليغاس، وبيدرو كالديرون دي لا باركا، وميلتشور جاسبار دي جوفيانوس، وأندريس مانويل ديل ريو، وفراي دييغو مورثيو، وبلاس أورتيز، وغيرهم من العلماء والأدباء الذين كان لهم دور كبير في نهضة الفكر والثقافة في إسبانيا.

في 20 مايو 1293، منح الملك سانشو الرابع ملك قشتالة ترخيصًا لرئيس أساقفة طليطلة غارسيا جودييل لإنشاء دراسة عامة (Studium Generale)، وهو ما كان يُطلق عليه آنذاك اسم الدراسات الجامعية، في ألكالا دي هيناريس، "مع نفس الامتيازات للمعلمين والطلاب التي كانت ممنوحة لدراسة بلد الوليد العامة". استمرت هذه الدراسات، وإن بشكل متواضع، عبر الزمن حتى ارتبطت بإعادة تأسيس الجامعة على يد كيسنيروس. وفي 17 يوليو 1459، أصدر البابا بيوس الثاني وثيقة بابوية بناءً على طلب رئيس الأساقفة ألونسو كاريلو دي أكوينا، لإنشاء ثلاث كراسي تعليمية في الفنون والنحو في هذه الدراسة في ألكالا، في بعض المنازل المجاورة لدير سان فرانسيسكو، الذي سُمي لاحقًا دير سان دييغو. وتم دمج هذه الكراسي، التي كانت مستمرة من الدراسة العامة في القرن الثالث عشر، ضمن الجامعة "الجديدة" التي أسسها كيسنيروس.
درس كيسنيروس في الدراسة العامة السابقة، ومن خلالها أسس جامعة كومبلوتنسي (المعروفة أيضًا بجامعة ألكالا أو جامعة كيسنيروس) بناءً على ثلاث وثائق بابوية منحها له البابا ألكسندر السادس في 13 أبريل 1499. يأتي اسم «كومبلوتنسي» من اسم المستوطنة الرومانية التي نشأت عليها مدينة ألكالا دي هيناريس الحالية، والتي كانت تُدعى كومبلوتوم، ويفترض أن الاسم مشتق من كلمة لاتينية تعني "مكان التقاء الأنهار" (confluvium)، رغم أن هذه الفرضية محل شك لأن المستوطنة الأولى لكومبلوتوم كانت تقع في منطقة مرتفعة بعيدًا عن الأنهار. ولذلك، فإن كلمة كومبلوتنسي تشير إلى سكان ألكالا.
بفضل هذه الوثيقة البابوية، تمكن الكاردينال كيسنيروس من تأسيس المؤسسة الجامعية، وتوفير كل الموارد المادية والاقتصادية اللازمة، ومنح الصفة الرسمية للشهادات التي تصدرها الجامعة. وقبل حصوله على الوثيقة الرسمية، بدأ كيسنيروس مشروعًا واسعًا لشراء الأراضي وبناء الجامعة، التي عُرفت باسم Civitas Dei (مدينة الله)، وفقًا لمخطط مبتكر، حيث كانت أول حرم جامعي جديد يتم إنشاؤه في العالم، وتم اقتباس هذا النموذج لاحقًا في جامعات أخرى.
وُضعت أول حجر في المبنى في 14 مارس 1501، أما أول دفعة من الطلاب فقد بدأت دراستها في 18 أكتوبر 1508، وهو عيد القديس لوكاس. ومن بين طلاب هذه الدفعة كان توماس غارسيا مارتينيز، الذي أصبح لاحقًا رئيس أساقفة فالنسيا وعُرف باسم القديس توماس دي فيلانويفا.
في العام الدراسي 1509-1510 كانت تعمل في الجامعة خمس كليات: الآداب والفلسفة، واللاهوت، والقانون الكنسي، والآداب، والطب. في 22 يناير 1510، أصدر كيسنيروس «دستور كلية سان إلديفونسو الكبرى»، وهو نظام ينظم كل شؤون المجتمع الجامعي، حيث تم تحديد حقوق وواجبات الأعضاء.
قام كيسنيروس بتحديث الجامعة لتتلاءم مع العصر الجديد (العصر الحديث)، مشجعًا مشاركتها الفاعلة في المجتمع وفي هياكل السلطة، بدلاً من أن تكون مركزًا محصورًا فقط في تحصيل المعرفة كما كان الحال في دير العصور الوسطى. أسس الجامعة بثلاثة أهداف:
1. ديني: مؤسسة تعليمية لتكوين رجال الدين الذين يعيدون القيم الروحية القديمة التي فقدت خلال العصور الوسطى؛

2. سياسي: تدريب قانونيين وأساقفة مؤهلين للعمل في هياكل الحكم، قادرين على إدارة شؤون المملكة الكاثوليكية المعقدة؛

3. ثقافي: توافق اللاهوت مع مبادئ الحضارة الكلاسيكية القديمة.
أهم منصبين في الجامعة كانا: منصب العميد (رِكتر) الذي يُنتخب من طلاب كلية سان إلديفونسو الكبرى، وهو صاحب أعلى سلطة أكاديمية وتنفيذية واقتصادية وقضائية، ومنصب المستشار (كانسِلر) الذي يُعين مدى الحياة لعميد كنيسة سانتوس خوستو وباستور، والذي يمنح الدرجات الأكاديمية بناءً على السلطة الرسولية التي يمتلكها. شهدت هذان المنصبان العديد من الصراعات عبر تاريخ الجامعة.
خطة الدراسة في جامعة ألكالا جعلتها رمزًا للإنسانية المسيحية. كان اللاهوت المحور الأساسي للتعليم، بينما كانت باقي التخصصات تدعم هذا المحور: القانون الكنسي، الفلسفة، الطب، النحو، البلاغة، واللغات المقدسة. نظمت كلية اللاهوت كراسها الثلاثة الرئيسية استنادًا إلى أهم ثلاث مدارس في تدريس اللاهوت في القرن الخامس عشر في أوروبا: السكوتية، الاسمية، والتوماسية. وكان التدريس فيها متساويًا، مما منح الطلاب في إسبانيا فرصة فريدة لتلقي تعليم لاهوتي واسع، متكامل ومقارن، مبني على تنوع الأفكار التي تم الدفاع عنها.
كانت الهيكلية التنظيمية لجامعة كومبلوتنسي تتألف من:
كان العميد (رِكتر) هو الشخص الذي يمتلك أعلى سلطة أكاديمية وقانونية. وكان أيضًا عميد كلية سان إلديفونسو الكبرى، حيث يُنتخب سنويًا من بين طلابها الحاصلين على منحة، وكان بدوره عميدًا لجميع كليات الجامعة الأصغر المرتبطة بها.
أما المستشار (كانسلير أو كانسِلارو) فكان المسؤول عن منح الشهادات الأكاديمية الجامعية. وكان هذا المنصب مدى الحياة مرتبطًا دائمًا بعميد كنيسة سانتوس خوستو وباستور في ألكالا دي إيناريس، لذا كان يحمل لقب "ماجيسترال".
كانت الهيئات المسماة "الكابيلاس" تشكل جهاز حكم جماعي. وكان يُعقد اجتماعها دوريًا في الكلية الكبرى والصغرى، بهدف مناقشة القضايا الأساسية مثل انتخاب العميد وثلاثة مستشارين، وتعيين مسؤولي الكلية، وتقديم تقارير حول حالة الماليات والقضايا القضائية.
أما "الكلوستروس" فكان جهازًا جماعيًا خاصًا بالجامعة، يعالج جميع الشؤون اليومية التي تؤثر على المؤسسة.
بالإضافة إلى ذلك، كانت هناك فئات مختلفة من "المسؤولين" الذين يقومون بمهام محددة، منها:
الشؤون الإدارية للكلية: سكرتير الهيئة، مراقبو الكليات الصغرى والمبلغون.
إدارة الماليات: المراجع، المسؤول المالي، أعضاء لجنة الحسابات، أمين الصندوق والمديرون الماليون.
الشؤون المادية المختلفة: رعاية غرفة الطعام، التنظيف وصيانة المباني، الرعاية الطبية، وغيرها.
الواجبات الحكومية: سكرتير الجامعة والمستشارون.
إدارة العدالة: المحافظ، مستشار العميد، رئيس المحلفين، المحامي العام، الكاتب في المحكمة الدينية، رجال الشرطة الجامعية، المحامون وموظفو المحكمة.
الفعاليات الجامعية المتنوعة: معلم الاحتفالات والبوابين.
مهام الصيانة: مقيم بيوت الطلاب، أصحاب العقارات ومديرو الأشغال.
كانت جامعة كومبلوتنسي أكاديمية مخصصة حصريًا للرجال، كما كان الأمر معتادًا في تلك الحقبة، مع استثناء واحد وهو ماريا إيسيدرا دي غوزمان إي دي لا سيردا، التي حصلت في عام 1785 على درجة دكتورة وماجستير في كلية الفنون والآداب الإنسانية.
كان الكلية الكبرى سان إلديفونسو مقرها الرئيسي، حيث كانت تُعطى الدروس (دائمًا باللغة اللاتينية). وكانت الكليات الصغرى، وحتى الكلية الكبرى نفسها، تستخدم كإقامات جامعية.
وكان الطلاب يتميزون بزيهم الخاص. أما أعضاء الرهبانيات فكانوا يرتدون زيهم الديني المميز. في الكليات العلمانية، كان اللباس يتكون عادة من قبعة صغيرة (بونيه)، وعباءة، ووشاح، وحلقة دائرية (روسا) مخيطة على الوشاح، ويختلفون عن بعضهم البعض حسب لون الأقمشة.
رافق تأسيس الكلية الكبرى سان إلديفونسو التأسيس أيضًا لعدد من الكليات الأخرى المعروفة باسم «الكليات الصغرى». قرر سيسنيروس في عام 1513 إنشاء ست كليات جديدة، كانت عامة مستقلة بشكل عام، على عكس الكليات التي تأسست لاحقًا وكانت مرتبطة بالرتب الدينية، مع وجود اعتماد معين على الكلية الكبرى، حيث كانت في بعض الأحيان تدرس فيها السنوات الأولى. كانت الكليات الصغرى التي أسسها الكاردينال سيسنيروس هي:
كلية سان بيدرو وسان بابلو، وهي الوحيدة المرتبطة برتبة دينية، وهي الفرنسيسكان، التي كانت المؤسسة لها؛
كلية مادري دي ديوس (المعروفة بكلية اللاهوتيين) لدراسة اللاهوت، على الرغم من تميزها أيضًا في دراسة الطب؛
كلية سانتا كاتالينا (المعروفة بكلية الفنانين - حاملي شهادة البكالوريوس في الفنون - أو الفيزيائيين) لدراسة فيزياء أرسطو؛
كلية سانتا بالبينا (المعروفة بكلية المنطقيين) لأنها كانت تدرس فيها المنطق وغيرها من المواد الفلسفية واللاهوتية، والتي كانت جزءًا من الدورات الأولى للفنون؛
كلية سان أوجينيو وكلية سان إيسيدورو (لكتاب القواعد اللغوية، سواء اللاتينية أو اليونانية)، واللتان تم دمجهما في القرن السابع عشر في كلية واحدة تسمى كلية سان أمبروسيو.

بعد وفاة سيسنيروس، ومنذ الربع الثاني من القرن السادس عشر، بدأت الكليات الصغرى التابعة للرتب الدينية في الازدهار، مثل الأوغسطينيين، كلية دير سان باسيليوس للباسيليين، الكرملين المتحذقين وغير المتحذقين، السيسترسيين، رجال الدين النظاميين الصغار، الدومينيكان، الفرنسيسكان، اليسوعيون، المرتبطين، المرتبطين، والرهبان الثلاثيين، بالإضافة إلى الكليات التابعة للرتب العسكرية، الأبرشيات (مثل كلية سان كليمنتي مارتي أو كلية المانشيغوس)، الكليات الملكية التي أسسها فيليب الثاني مثل كلية سان فيليبي وسانتياغو المعروفة بـ«كلية الملك»، والكليات الخاصة مثل كلية سانتياغو أو كلية الفرسان مانريكيز، كلية سانتا كاتالينا مارتير أو كلية الخضر، كلية سان سيرياكو وسانتا بولا أو كلية مالقة، وكلية سان جورج أو كلية الإيرلنديين، مما أدى إلى توسع المدينة الجامعية بوجود حوالي ثلاثين كلية صغرى.

خلال القرنين السادس عشر والسابع عشر، تحولت جامعة ألكالا إلى مركز رئيسي للتميز الأكاديمي. سرعان ما جعلت شهرة دراساتها وأساتذتها منها نموذجًا يُحتذى به في تأسيس الجامعات الجديدة في أمريكا الإسبانية، وكانت أيضًا المحور الرئيسي للإنسانية المسيحية في إسبانيا. كما أصبحت جامعة مرجعية مهمة في دراسة اللاهوت، حيث كانت تستقطب العديد من الطلاب من أصول فلامندية وأيرلندية.
في القرن الثامن عشر، وفي ظل سياق تغييرات في نماذج التعليم الجامعي الإسبانية، جاء جاسبار ميلتشور دي جوفيانوس إلى جامعة ألكالا ومنح دراساتها دفعة جديدة. مع ذلك، كانت الجامعة قد بدأت تعاني من تدهور تدريجي، حاولوا إيقافه عبر عدة إصلاحات.
في عام 1777، تم فصل إدارة الجامعة عن سلطة كلية سان إلديفونسيو الكبرى، من خلال إصدار قوانين جديدة، وجُمّعت عدة كليات صغرى في عام 1779 لتشكيل كلية صغرى جديدة باسم «كلية الحبل بلا دنس للسيدة العذراء». كما تم نقل مقر الجامعة الملكية المعاد تسميتها إلى مبنى جديد كان في السابق مقر كلية اليسوعيين الكبرى في ألكالا دي إيناريس. في عام 1785، نالت ماريا إيسيدرا دي غوزمان إي دي لا سيردا، أول امرأة تحصل على درجة دكتوراه في الفلسفة في إسبانيا. وفي 5 أكتوبر 1797، عادت الجامعة الملكية إلى مقرها القديم في كلية سان إلديفونسيو الكبرى، حيث بقيت هناك حتى إغلاقها النهائي عام 1836.
وفي عام 1824، دمج فرانسيسكو تاديو كالوماردي جامعة سيغوينزا مع جامعة ألكالا.
في عام 1836، تحت حكم الملكة إيزابيلا الثانية، تم نقل الجامعة إلى مدريد، حيث أُطلق عليها اسم «الجامعة المركزية». في 2 أكتوبر 1848، كُلِّف فيسينتي دي لا فونتي، آخر رئيس لجامعة كلية مالقة، بنقل مكتبة جامعة كومبلوتنسي إلى الجامعة المركزية في مدريد؛ وخلال ثلاثة أشهر قام بتوزيع وتصنيف وترتيب 20,000 مجلد في مقر جديد افتُتح في مدريد في شارع سان برناردو في 10 يناير 1849. وفي عام 1970، تبنّت الجامعة اسم «جامعة كومبلوتنسي في مدريد».
المباني التي كانت تحتضن جامعة الكاردينال ثيسنيروس تم بيعها في مزاد عام 1845، وذهب ملكيتها لأفراد خاصين. أول مالك لها كان رجل أعمال في صناعة الحرير يُدعى خواكين ألكوبر، الذي كان ينوي تحويل كلية سان إلديفونسيو الكبرى إلى مزرعة ديدان حرير ونول، لكن خططه لم تنفذ وباع المجمع الجامعي إلى خافيير دي كوينتو إي كورتيز، وهو سياسي بارز وراعي للفنون في ذلك الوقت، وقد نال لقب كونت كوينتو من الملكة إيزابيلا الثانية. قام بنقل العديد من الأعمال الفنية من الجامعة وأتلف بعضها، مثل القوس الجامعي.
لمواجهة خطر فقدان التراث العقاري للجامعة، قام مجموعة من سكان ألكالا في عام 1851 بتأسيس جمعية مساهمات لحماية وصون التراث التاريخي، أطلقوا عليها اسم «جمعية شركاء ملكية المباني التي كانت جامعة». اليوم، لا يزال ورثة هؤلاء السكان هم مالكو جزء كبير من المباني التي كانت تشكل الجامعة سابقًا، والتي تُعرف بـ«الكتلة الجامعية»، وهي مؤجرة حالياً لجامعة ألكالا الحالية.
في عام 1975، أُنشئت في ألكالا بعض الكليات التابعة لجامعة كومبلوتنسي في مدريد بهدف تخفيف الضغط عنها. في عام 1977، تأسست من هذه المراكز «الجامعة الجديدة في مدريد ومقرها في ألكالا دي هيناريس». في عام 1981، وبمناسبة التصديق القانوني على الشعار والشعار المكتوب، تم الاعتراف رسميًا باسم «جامعة ألكالا دي هيناريس». في 5 نوفمبر 1996، تم اعتماد الاسم الرسمي «جامعة ألكالا».
في 2 ديسمبر 1998، أعلنت منظمة اليونسكو مجمع الجامعة والموقع التاريخي في مدينة ألكالا دي هيناريس كموقع تراث عالمي للبشرية.
في قاعات جامعة ألكالا مرّ بعض من كبار الأسماء في التاريخ والثقافة الإسبانية:
علماء اللغة والكتّاب:
أنطونيو دي نيبريخا (1441-1522)، أستاذ البلاغة والنحو اللاتيني.
خوان دي فيرغارا (1492-1557)، إنساني.
سان خوان دي لا كروز (1542-1591)، كاتب من عصر القرن الذهبي.
ماتييو ألمان (1547-حوالي 1615)، كاتب ومؤلف الرواية الشعبية "غوزمان دي ألفاراشي".
لوبي دي فيغا (1562-1635)، كاتب من عصر القرن الذهبي.
تيرسو دي مولينا (1579-1648)، كاتب من عصر القرن الذهبي.
فرانسيسكو دي كيفيدو (1580-1645)، كاتب من عصر القرن الذهبي.
بيدرو كالدرون دي لا باركا (1600-1681)، كاتب من عصر القرن الذهبي.
خوسيه أنطونيو كوندي (1766-1820)، عالم عربيات ومؤرخ.

في مجال الطب والبيولوجيا والفلسفة والعلوم، مرّ عبر جامعة ألكالا هؤلاء العلماء البارزين:
ألونسو غارسيا ماتاموروس (؟-1572)، أديب وإنساني.
أندريس لاغونا (حوالي 1510-1559)، طبيب إنساني إسباني متخصص في علم الأدوية والطب النباتي.
أندريس مانويل دل ريو (1764-1849)، كيميائي وطبيعي، مكتشف العنصر الكيميائي فاناديوم.
بلاس أورتيز (1485-1552)، إنساني من عصر النهضة.
دييغو دي أرجوموزا (1792-1865)، جراح، كان أول من استخدم التخدير بالاستنشاق بالإيثر في إسبانيا عام 1847.
دييغو بيريز دي ميسا (1563-حوالي 1632)، أستاذ رياضيات بين 1586-1595.
فرانسيسكو دياث دي ألكالا (1527-1590)، مؤلف أول معاهدة عن أمراض المسالك البولية.
فرانسيسكو فاييس دي كوفارروبياس (1524-1592)، أستاذ الطب والطبيب الخاص للملك فيليب الثاني.
خوان كارامويل ولوبيكوفيتز (1606-1682)، فيلسوف، منطقي ولغوي إسباني.
خوان خينيس دي سيبولفيدا (1490-1573)، إنساني وفيلسوف من عصر النهضة.
خوان هوارتي دي سان خوان (1529-1588)، طبيب وفيلسوف ومؤسس علم النفس الحديث، مؤلف كتاب "فحص العقول للعلوم".
سباستيان إزكييردو (1601-1681)، منطقي، رياضي وفيلسوف إسباني.

في مجال السياسيين والنبلاء، الذين مروا بجامعة ألكالا، نجد:
أليخاندرو فارنيزيو (1545–1592)، عسكري ودبلوماسي في خدمة التاج الإسباني.
أنطونيو بيريز (1540-1611)، السكرتير الشخصي للملك فيليب الثاني.
جاسبار ميلشور دي جويلانوس (1740-1811)، رئيس وزراء إسبانيا، وأحد واضعي دستور 1812.
خوان دي أوستريا (1545-1578)، ابن الملك كارلوس الأول ملك إسبانيا.
جوليو مازارينو (1602-1661)، كاردينال في الكنيسة الكاثوليكية، وخليفة الكاردينال ريشليو في قيادة حكومة فرنسا.
الأمير كارلوس (1545-1568)، ابن الملك فيليب الثاني ملك إسبانيا.

في مجال رجال الدين الذين درسوا في جامعة ألكالا، نذكر:
ألونزو ديزا (1530-1589)، لاهوتي، يسوعي وكاتب.
أمبروزيو دي موراليس (1513-1591)، إنساني، مؤرخ وعالم آثار.
القديس خوان دي بالاfox إي مندوزا (1600-1659)، أسقف بويبلا دي لوس أنخيلس في المكسيك وأوسما، ومستشار المجلس الملكي لشؤون الهند الغربية.
بينيتو أرياس مونتانو (1527-1598)، لاهوتي وخبير بالعبرية وكاتب متعدد اللغات.
فرانسيسكو خافيير دي أريا (1708-1761)، أول أسقف لأبرشية سانتاندير.
فرانسيسكو لوبيز دي غومارا (1511-1566)، رجل دين ومؤرخ.
فرانسيسكو سواريز (1548-1617)، لاهوتي، قانوني وفيلسوف.
الأخ بارتولومي دي كاررانزا (1503-1576)، لاهوتي وأرشيبسقوطو طليطلة.
الأخ دييغو مورثيو روبيو دي أونون (1642-1730)، نائب ملك بيرو، وأرشيبسقوطو لابلاتا وليما، وأسقف لاباز.
الأخ دومينغو دي سوتو (1494-1560)، دومينيكاني ولاهوتي، ومُعترف الإمبراطور كارلوس الخامس.
خوان دي ماريانا (1536-1624)، عضو في جمعية يسوع، مؤرخ وفيلسوف.
ميلتشور دي لينان إي سيسنيروس (1629-1708)، أسقف سانتا مارتا وبوبايان، حاكم وقائد عام لمملكة غرناطة الجديدة، ورئيس المحكمة الملكية في سانتافي دي بوغوتا، وأرشيبسقوطو لابلاتا وليما، ونائب ملك بيرو.
بيدرو سيرويلو (1470-1548)، رياضي ولاهوتي إسباني في القرن السادس عشر.
القديس إغناطيوس دي لويولا (1491-1556)، مؤسس وأول جنرال لجمعية يسوع.
القديس خوان دي أفيلّا (1500-1569)، كاهن وكاتب زاهد.
القديس توماس دي فيلانويفا (1488-1555)، أرخيبسقوطو فالنسيا (1544-1555)، وقد قدّس في عام 1658.
فرانسيسكو فاليرو إي لوسا (1664-1720)، أرخيبسقوطو طليطلة، درس في كلية منشيغوس الصغيرة.
فرانسيسكو دي ميندوزا وي بوباديلا، أسقف كوريا وبورغوس وكاردينال.